# Port lotniczy Puerto Barrios
Port lotniczy Perto Barrios (hiszp. Aeropuerto de Puerto Barrios) – port lotniczy zlokalizowany w mieście Puerto Barrios w Gwatemali.

## Linie lotnicze i połączenia
- Transportes Aereos Guatemaltecos (tylko czartery)